# Джиганте, Джачинто
Джачи́нто Джига́нте (итал. Giacinto Gigante; 11 июля 1806, Неаполь, Неаполитанское королевство — 29 сентября 1876, Неаполь, Королевство Италия) — итальянский график и живописец, писавший картины в стиле романтизма. Представитель позилипской школы.

## Биография

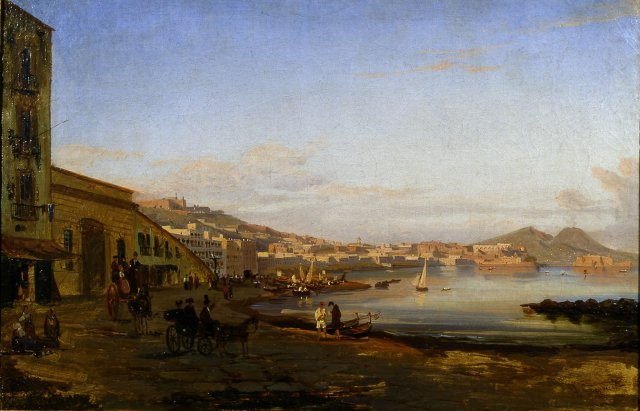
«Побережье Позилиппо» (1844). Холст, масло. Национальная галерея современного искусства, Рим

Родился в районе Позилиппо в Неаполе 11 июля 1806 года. Он был первым ребёнком в многодетной в семье художника Гаэтано Джиганте и Анны Марии, урождённой Фатати. Его младшие братья Эрколе и Аккиле и младшая сестра Эмилия тоже стали художниками. Рисовать Джиганте научился у отца. Первые рисунки были написаны им около 1818 года. В 1820 году, вместе с Акилле Вьянелли, несколько месяцев учился акварели и технике «контурного рисунка» у Якоба Вильгельма Хюбера. В том же году Джиганте был одним их художников, трудившихся над созданием географических карт в Королевском топографическом кабинете. Во время этой работы им была освоена новая техника литографии.
Большим спросом у путешественников, посещавших Неаполь, пользовались акварели кисти Джиганте с изображением местных пейзажей и античных памятников. В 1821 году он поступил в студию Антона Сминк ван Питлоо, где в 1824 году им была написана его первая картина «Озеро Лукрино». В том же году Джиганте за пейзажную живопись был удостоен премии второго класса от Института изящных искусств (ныне Академия изящных искусств) в Неаполе.
В 1826 году уже в Риме он брал уроки у акварелиста Иоганна Якоба Вольфенсбергера, а, по возвращении в Неаполь, участвовал в I-й выставке изящных искусств в Королевском музее Бурбонов. Победа на академическом конкурсе 1827 года позволила ему откупиться от военной службы. В феврале 1831 года Джиганте сочетался браком с Элоизой Вьянелли, сестрой его друга и коллеги Акилле Вьянелли. В этом браке у художника родились восемь детей.
В 1829—1832 годах он писал главным образом графические работы, в том числе иллюстрации для многочисленных географических изданий. В это время он познакомился с русским художником Сильвестром Феодосиевичем Щедриным, который ввёл его в круг российской аристократии в Риме и Неаполе. Последние стали его главными заказчиками, для которых он писал не только пейзажи, но и портреты. Среди русских заказчиков Джиганте был и император Николай I. В 1846 году, по просьбе императора Николая I, он сопровождал императрицу Александру во время поездки на Сицилию. Многочисленные работы художника ныне входят в собрания музеев в Санкт-Петербурге и Омске.
В 1837 году Джиганте стал признанным лидером позилипской школы. В 1848 году в Сорренто несколько месяцев художник изучал цветовую вариативность. Его исследования в этой области были близки тому, чем занимались художники барбизонской школы. Заказы на картины поступали Джиганте и от двора королевства Обеих Сицилий. В 1851 году он стал почетным профессором Академии изящных искусств и учителем рисования у детей королевской четы. Художник был удостоен звания кавалера ордена Франциска I. Признание королевского двора он сохранил и после Рисорджименто. В последние годы жизни главной темой его картин стали интерьеры храмов. Джиганте умер в Неаполе 29 ноября 1876 года.